# Insula de Nord (Noua Zeelandă)
Insula de Nord (engl. North Island; maoră: Te Ika-a-Māui) este despărțită la sud de South Island prin strâmtoarea Cook, care are o lățime de 25 km. Insula de Nord, este mai mică, după întindere, dar are densitatea populației mai mare ca South Island (Insula de Sud). Pe ea se află orașele Auckland (1,3 mil. loc.) și Wellington (300.000 loc.). Insula are suprafața de 114.597 km2, în interiorul insulei sunt câțiva vulcani activi ca, de exemplu, Ruapehu, care are altitudinea de 2.797 m deasupra n.m..

### Regiuni:
- Northland
- Auckland
- Waikato
- Bay of Plenty
- Gisborne
- Taranaki
- Manawatū-Whanganui
- Hawke's Bay
- Wellington

### Localități (în ordine alfabetică):
- Auckland,
- Cambridge, Coromandel,
- Dannevirke, Dargaville,
- Eketahuna,
- Featherston, Feilding, Foxton
- Gisborne
- Hamilton, Hastings, Huntly

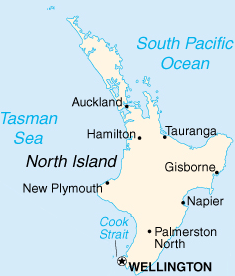
Insula de Nord (Noua Zeelandă)

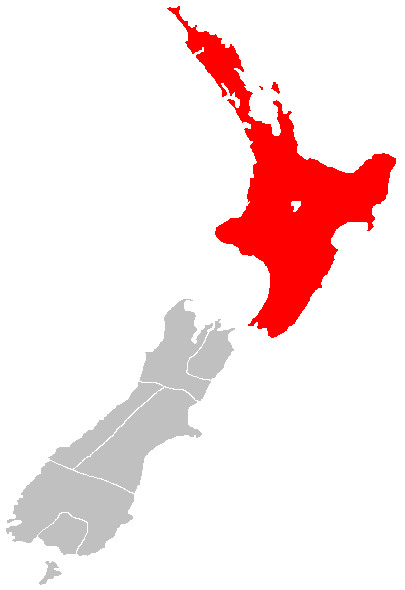
Insula de Nord (Noua Zeelandă)

- Kaikohe, Kaitaia, Kawakawa, Kawerau, Kerikeri
- Levin, Lower Hutt
- Manukau, Martinborough, Masterton, Matamata
- Napier, New Plymouth, North Shore City,
- Ohakune, Opotiki
- Palmerston North, Papakura, Porirua, Pukekohe
- Raglan, Rotorua
- Stratford
- Tairua, Taupo, Tauranga
- Upper Hutt
- Wairoa, Waitakere, Wanganui, Whakatane, Whangarei, Wellington, Wanganui, Woodville

## Demografie
În iunie 2021, s-a estimat că populatia ar fi de 3.925.800 de locuitori.  
De la încheierea febrei de aur de la Otago, în anii 1860, populația europeană a Noii Zeelande a continuat să crească, concentrându-se in mai mult în Insula de Nord decât în cea de Sud. Tendința demografică a continuat în veacul al XXI-lea, dar a încetinit. Populația Insulei de Nord continuă sa crească mai repede decât în cea din Sud, grație sporului natural pozitiv (mai multe nașteri decât decese) și a migrației de peste hotare. De la sfârșitul anilor 1980, migrația internă a fost de la Nord la Sud.

### Cultură și identitate
Recensământul de la 2018 a stabilit că 65,7% din locuitorii Insulei de Nord sunt de origine europeană, 18,5% Māori, 17% asiatică, 9,7% provin din insulele Pacificului, 1,6% sunt din Orientul Mijlociu/ America Latină/ Africa și 1,2% și-au declarat altă etnie (cei mai mulți ca "neo-zeelandezi"). 
29,3% din locuitorii Insulei de Nord s-au născut în afara țării. Aceștia au fost împărțiți astfel: cei mai multi din ei au fost din Anglia (15,4%), China Continentală (11,3%), India (10,1%), Africa de Sud (5,9%), Australia (5,5%) și Samoa (5,3%). 